# Buckland Filleigh
Pour les articles homonymes, voir Buckland.
Buckland Filleigh est un village et une paroisse civile du Devon, situé dans l'Angleterre du Sud-Ouest. 